# Mudry CAP 230
Les CAP 230, 231 et 232 font partie d'une famille d'avions de voltige monoplaces pour la compétition conçus et fabriqués par la société Mudry. Le CAP 230 dérive de la famille des CAP 20, CAP 20L et CAP 21 qui eux-mêmes dérivent du biplace école CAP 10. Les CAP 231 et 232 ont été plusieurs fois les avions des champions du monde et d'Europe de voltige.

## Histoire

### Versions

#### CAP 230
Le CAP 230 a été lancé en 1985 à la demande de l'Armée de l'Air Française. Dérivé du CAP 21, la voilure reste trapézoïdale mais se voit adjoindre des apex d’emplanture en bord de fuite et un renforcement structural permettant de supporter un moteur 6 cylindres de 300 ch et d’être certifié pour des facteurs de charge de +10/-10 G.
11 CAP 230 dont un prototype ont été fabriqués. Tous les CAP 230 opérationnels ont ensuite été transformés en CAP 231.

#### CAP 231 et CAP 231 EX
Le CAP 231 a été lancé en 1990. Extérieurement, les différences esthétique sont minimes avec le 230 puisque le fuselage, le moteur et l’aile sont identiques mis à part des apex d’emplanture de bord d’attaque triangulaires. Ils ont été rajoutés pour corriger le buffeting (vibrations) qui apparaissait lors de ressources effectuées sous facteur de charge élevé.
Le succès du CAP 231 fut rapide et les titres de champion du monde vont alors se succéder. 
Claude Bessière sera titré champion du monde en 1990 sur un CAP 231 équipé provisoirement d'une hélice bipale.
14 CAP 231 neufs ont été fabriqués en plus des 9 CAP 230 transformés.
En 1991 pour augmenter encore les performances, le CAP 231 EX est lancé. Il s’agit de l’adaptation d’une aile 100 % carbone provenant d’un EXTRA 260 d’où l’extension « EX ». Cette adaptation remplaçait l'aile française qui n'était pas alors prête, le travail du carbone étant une chose nouvelle pour un avionneur qui jusque-là n'avait travaillé que le bois. Cet étonnant partenariat entre deux firmes rivales devait permettre de créer un pur sang.
Le CAP 231EX devient champion du Monde 1994 avec Xavier de Lapparent au général et Christine Génin chez les femmes.
En 2007, le CAP 231EX est redevenu vice-champion du monde individuel (et champion du monde par équipes) avec Renaud Ecalle.
6 CAP 231EX ont été construits.

#### CAP 232

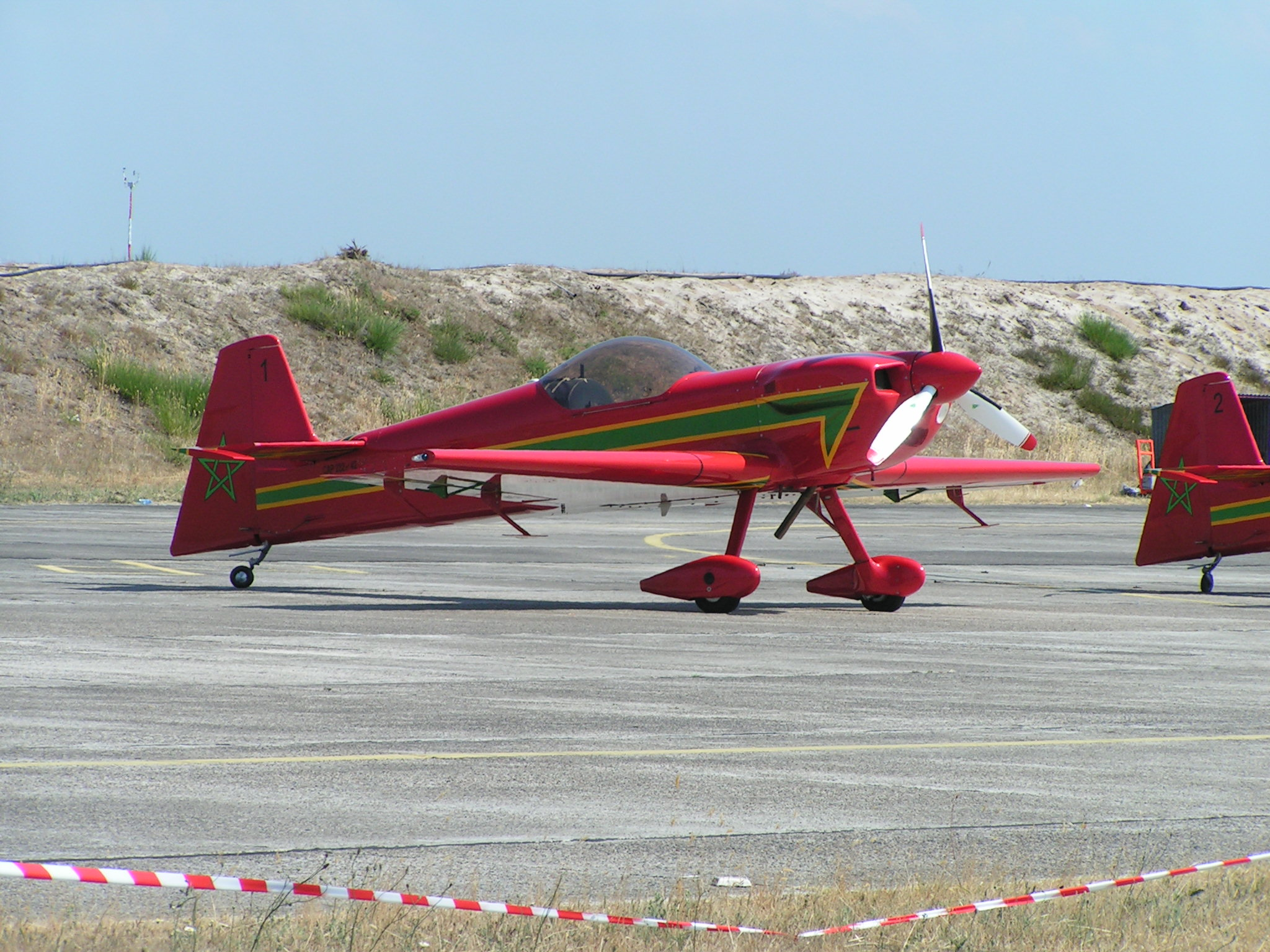
CAP 232 de la patrouille marocaine Marche verte.

Le CAP 231 EX donnera naissance en 1994 au CAP 232 qui conservera la construction mixte avec un fuselage bois sur une voilure en carbone développée cette fois directement chez Mudry. Le CAP 232 sera titré 12 fois champion du monde en individuel équipes, classement féminin etc.
Le nouveau champion du monde 1998 au général est Patrick Paris de l'Équipe de voltige de l'Armée de l'air.  
Les CAP 232 (et 231EX) ont été champions du monde de voltige par équipes 2007.
La société Mudry a été rachetée par Apex en 1997, la production des CAP 232 a basculé de Bernay à Dijon.
Au moins 19 CAP 232 ont été fabriqués.

#### CAP 332 SC

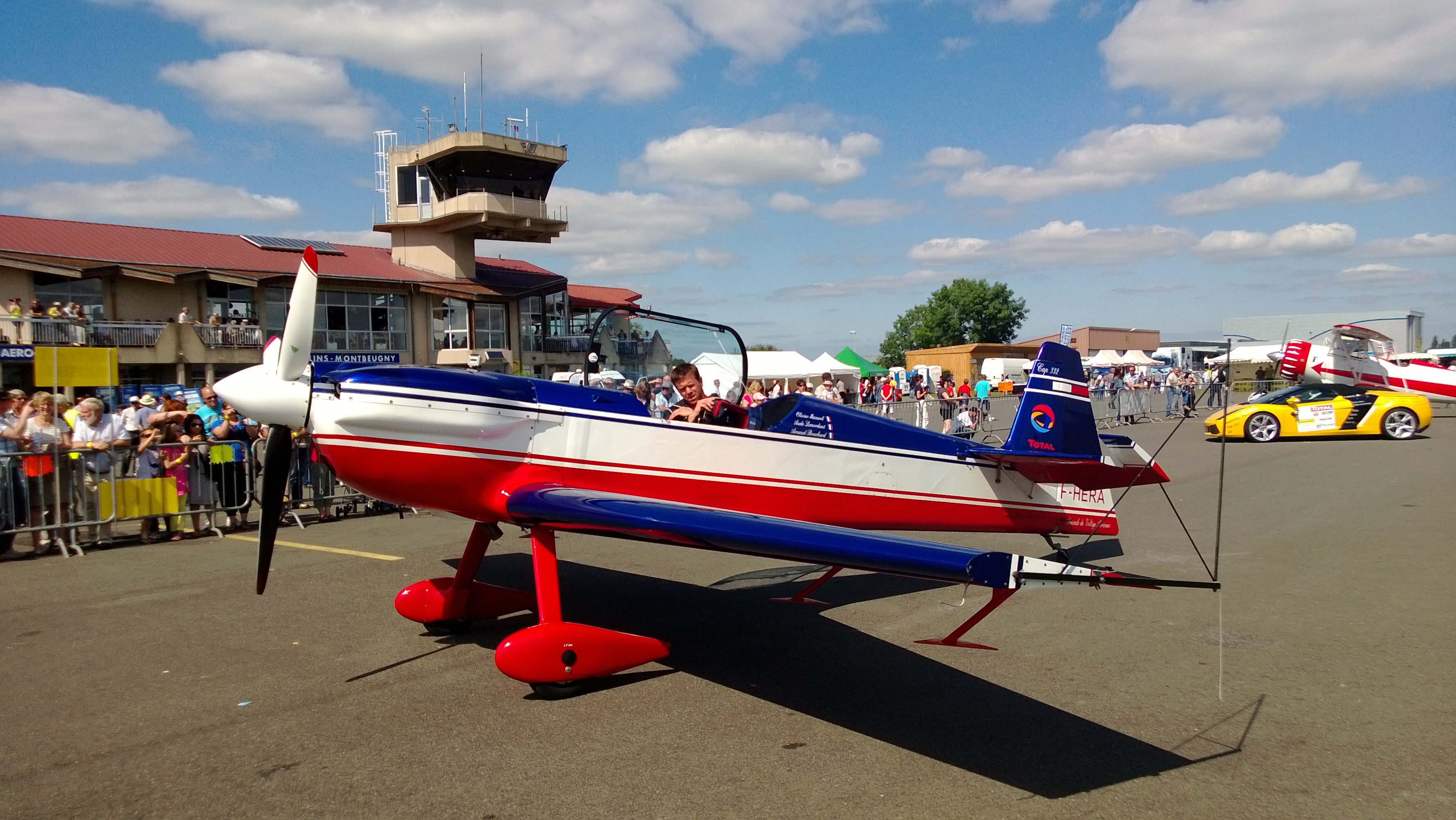
Avion Cap 332 d'Olivier Masurel au meeting aérien des Envolades de Moulins.

Le CAP 332 SC est une évolution certifiée (STC) du CAP 232 dont elle reprend l'essentiel des caractéristiques. Initiative privée entreprise par le club AVA en 2009, elle a permis de remplacer le moteur d'origine par le plus puissant AEIO580 de 330 ch que l'on trouve sur les derniers avions de compétition concurrents. Le gain de 30 ch est exploité par une hélice moderne. La partie arrière de l'avion est renforcée pour mieux supporter les performances de l'appareil.
Au championnat du monde de voltige unlimited 2011, un CAP 332 avec Olivier Masurel aux commandes finit 2e au classement général.

#### CAP 432 MXS
Le CAP 432 MXS a été dévoilé le lundi 9 décembre 2013 à la «Soirée des Champions» par le club AVA. Il est composé de l'aile en carbone du MXS-R, d’un fuselage inspiré du CAP 231EX modifié par l’AVA et motorisé par un Lycoming AEIO-540-EXP de 360HP. Il a effectué son premier essai en vol, le 25 janvier 2015, à Dreux et participera au Championnat du monde Unlimited de 2015.

### Titres
La famille des CAP 230 a remporté de nombreux titres dans les plus prestigieuses compétitions de voltige internationales.
Championnat du monde Unlimited:
- 1990: Claude Bessière sur CAP 231
- 1994: Xavier de Lapparent sur CAP 231EX
- 1998: Patrick Paris sur CAP 232
- 2000: Eric Vazeille sur CAP 232 et Catherine Maunoury sur CAP 232
- 2013: Aude Lemordant sur CAP 332

Championnat d'Europe Unlimited:
- 1993: Patrick Paris sur CAP 231EX
- 1995: Patrick Paris sur CAP 232
- 1997: Patrick Paris sur CAP 232

En 2010, l'équipe de France de voltige Advanced devient championne du monde et gagne le titre individuel sur CAP 231

### Événement marquant
Les CAP 231 et 232 ont été modifiés en 2006 à la suite d'un accident survenu en 2005. Après une longue année d'absence et d'inquiétudes sur la possibilité de ré-utiliser les machines, une modification a été apportée aux avions (déjà à l'époque par le club AVA), ce qui a permis aux voltigeurs français de s'entraîner de nouveau et de gagner le titre de vice-champion du monde 2007 homme et femmes et le titre de champion du monde par équipe. L'année 2007 a également vu attribuer à la France le titre de champion d'Europe individuel et par équipes. Plus de 20 ans après leur apparition, les monoplaces Mudry sont toujours compétitifs.

## Spécifications

### CAP 231
Données de Jane's All The World's Aircraft 1993–94
Caractéristiques générales
- Équipage : 1
- Longueur : 6,75 m
- Envergure : 8,80 m
- Hauteur : 1,90 m
- Surface alaire : 9,86 m2
- Profil : V16F
- Masse à vide : 630 kg
- Masse typique : 730 kg (en voltige)
- Masse maximale au décollage : 820 kg
- Moteur : 1   6 cylindres à plat refroidi à l'air Lycoming AEI0-540-L1 B5D de 224 kW (300 ch)
- Capacité de carburant: 65 L

 Performances 
- Vitesse à ne jamais dépasser : 400 km/h
- Vitesse maximale : 330 km/h
- Vitesse de croisière : 300 km/h
- Vitesse de décrochage : 90 km/h
- Distance franchissable : 360 km
- Vitesse ascensionnelle : 16 m/s
- Charge alaire : 74,0 kg/m2
- Rapport poids-puissance : 0,31 kW/kg
- Facteur de charge: +10; -10g
- Taux de roulis à 300 km/h (161 knots): 270 °/s

### CAP 232
Données de Mudry Cap 232 sur aviationsmilitaires.net 
Caractéristiques générales
- Équipage : 1
- Longueur : 6,75 m
- Envergure : 7,40 m
- Hauteur : 1,9 m
- Surface alaire : 10,85 m2
- Masse à vide : 590 kg
- Masse typique : 730 kg (en voltige)
- Moteur : 1   6 cylindres à plat refroidi à l'air Lycoming AEIO-540-L1 B5D de 224 kW (300 ch)
- Hélices : quadripale MT-Propeller MTV-14-B-C / C-190-17 , 1 par moteur

 Performances 
- Vitesse à ne jamais dépasser : 405 km/h
- Vitesse maximale : 350 km/h
- Vitesse de croisière : 330 km/h
- Vitesse de décrochage : 105 km/h
- Distance franchissable : 1 200 km (45 % de la puissance)
- Plafond : 4 500 m
- Vitesse ascensionnelle : 18 m/s
- Charge alaire : 54,378 kg/m2
- Vitesse de manœuvre: 315 km/h
- Facteur de charge max: +10; -10g
- Taux de roulis : 420 °/s
- Production : 45 appareils

## Utilisateurs
- Aéroclubs et propriétaires privés
- France : 
  - Dijon Voltige
  - Normandie Caen Voltige
  - Pau Pyrénées Air Club
  - AVA
- Maroc : Patrouille de la Marche verte
- Italie
- États-Unis

## Avions du même type
- Yakovlev Yak-50
- Yakovlev Yak-54 (en)
- Yakovlev Yak-55
- Extra 300
- MX Aircraft MXS
- Zivko Edge 540
- Soukhoï Su-26
- XtremeAir XA41